# Dade County (Georgia)
Das Dade County ist ein County im Bundesstaat Georgia der Vereinigten Staaten. Der Verwaltungssitz (County Seat) ist Trenton, benannt nach der gleichnamigen Stadt in New Jersey.

## Geographie
Das County liegt im äußersten Nordwesten, grenzt im Norden an Tennessee und im Westen an Alabama. Es hat eine Fläche von 451 Quadratkilometern, weist keine nennenswerte Wasseroberfläche auf und grenzt im Südosten an das Walker County.
Das County ist Teil der Metropolregion Chattanooga.

## Geschichte
Dade County wurde am 25. Dezember 1837 als 91. County in Georgia aus Teilen des Walker County gebildet. Benannt wurde es nach Francis Langhorne Dade aus Virginia, einem Major, der 1835 bei Kämpfen mit den Seminolen getötet wurde.

## Demografische Daten
Laut der Volkszählung von 2010 verteilten sich die damaligen 16.633 Einwohner auf 6.291 bewohnte Haushalte, was einen Schnitt von 2,49 Personen pro Haushalt ergibt. Insgesamt bestehen 7.305 Haushalte.
70,9 % der Haushalte waren Familienhaushalte (bestehend aus verheirateten Paaren mit oder ohne Nachkommen bzw. einem Elternteil mit Nachkomme) mit einer durchschnittlichen Größe von 2,96 Personen. In 31,6 % aller Haushalte lebten Kinder unter 18 Jahren sowie in 27,6 % aller Haushalte Personen mit mindestens 65 Jahren.
26,1 % der Bevölkerung waren jünger als 20 Jahre, 25,0 % waren 20 bis 39 Jahre alt, 28,4 % waren 40 bis 59 Jahre alt und 20,6 % waren mindestens 60 Jahre alt. Das mittlere Alter betrug 39 Jahre. 49,3 % der Bevölkerung waren männlich und 50,7 % weiblich.
96,0 % der Bevölkerung bezeichneten sich als Weiße, 0,9 % als Afroamerikaner, 0,4 % als Indianer und 0,7 % als Asian Americans. 0,7 % gaben die Angehörigkeit zu einer anderen Ethnie und 1,3 % zu mehreren Ethnien an. 1,8 % der Bevölkerung bestand aus Hispanics oder Latinos.
Das durchschnittliche Jahreseinkommen pro Haushalt lag bei 44.992 USD, dabei lebten 13,7 % der Bevölkerung unter der Armutsgrenze.

## Kultur und Sehenswürdigkeiten

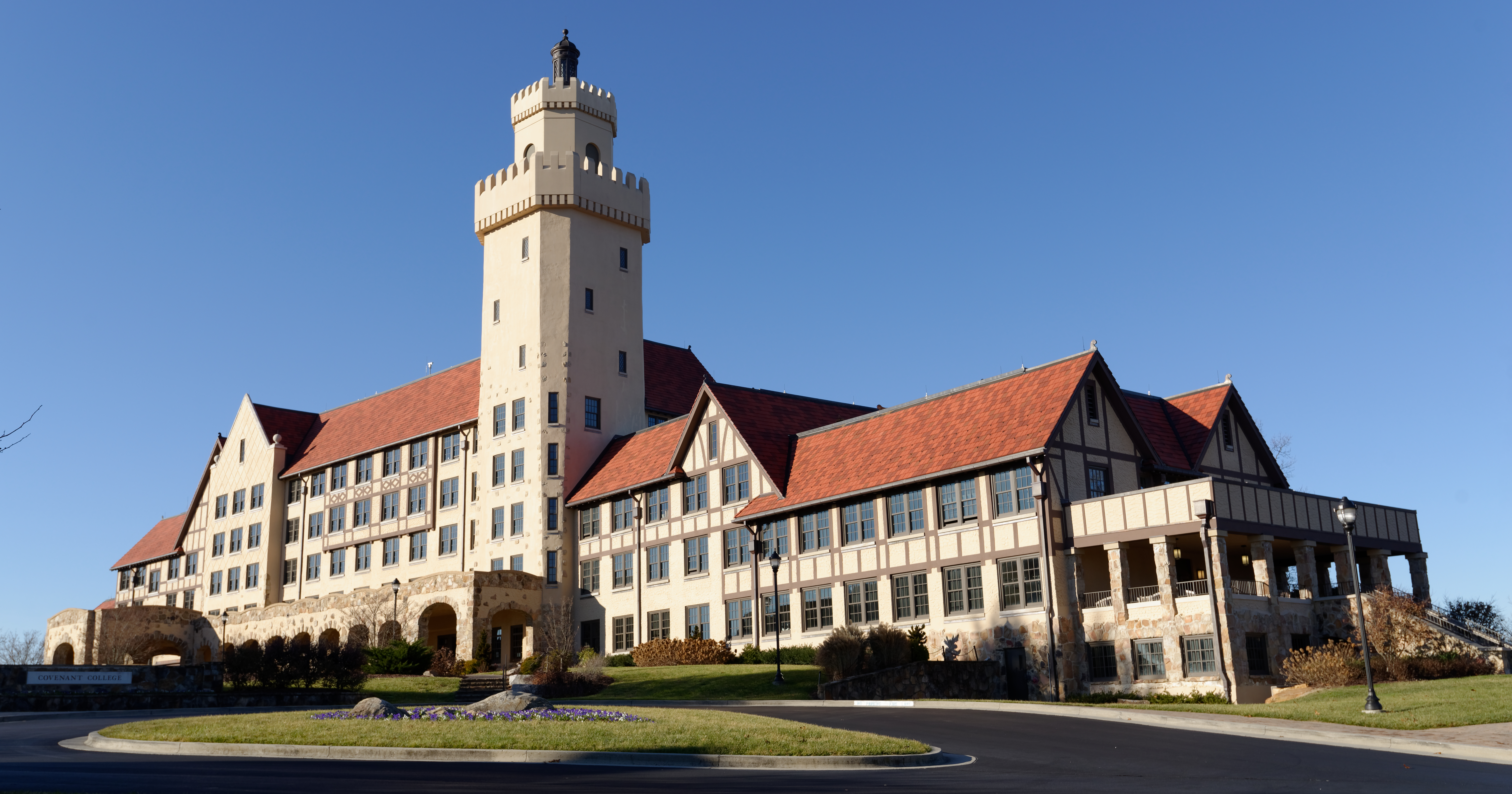
Das Lookout Mountain Hotel (2019). Das Hotel auf dem Lookout Mountain entstand im Jahr 1928 und ist heute Teil des Campus des Covenant College. Es wurde mehrfach renoviert und im Februar 2019 als zweites Objekt im County in das NRHP eingetragen.

Zwei Bauwerke im Dade County sind im National Register of Historic Places („Nationales Verzeichnis historischer Orte“; NRHP) eingetragen (Stand 28. September 2023), das Gerichts- und Verwaltungsgebäude und das Lookout Mountain Hotel.

## Orte im Dade County
Orte im Dade County mit Einwohnerzahlen der Volkszählung von 2010:
City:
- Trenton (County Seat) – 2.301 Einwohner